# Hospitaal tussen de sterren
Hospitaal tussen de sterren (Engelse titel: Hospital Station) is een sciencefictionverhalenbundel uit 1977 van de Noord-Ierse schrijver James White. Dit is het eerste boek uit de Sector General-reeks. Het boek bevat vijf korte verhalen die voorheen gepubliceerd werden in het Britse SF-magazine New Worlds tussen 1957 en 1960.

## Verhaal
Sector General is een gigantisch ziekenhuis in de ruimte dat zich net voorbij de grens van de Melkweg bevindt. Zowel de dokters en verpleegsters als de patiënten komen uit het hele Universum. Iedere patiënt op zich is een uitdaging, sommigen ademen water of methaan in en zieke baby’s die een halve ton wegen, moeten ook behandeld worden.

## Verhalen
- Medic
- Sector General
- Trouble with Emily
- Visitor at Large
- Out-Patient